# Alfred Dehodencq

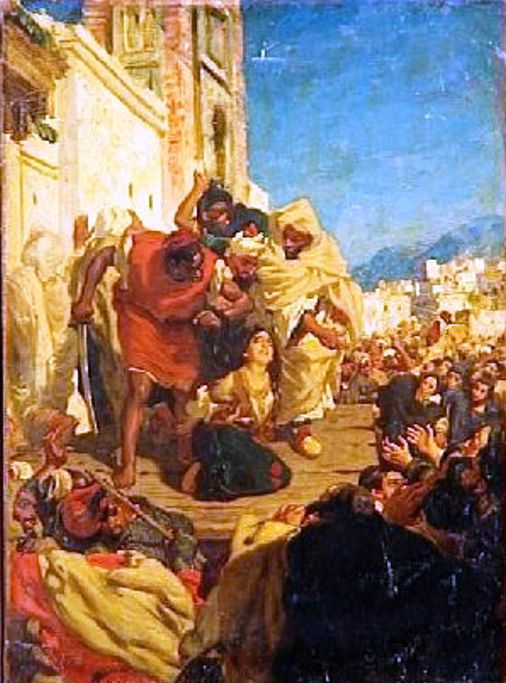
Execution d'une juive au Maroc.

Edme Alexis Alfred Dehodencq, född 23 april 1822 i Paris, död 2 januari 1882 i samma stad, var en fransk konstnär. Han är känd för sina livfulla oljemålningar som skildrar livet och världen omkring honom.
Som ung studerade han vid École des beaux arts i Paris för den franske målaren Leon Cogniet. Vid den franska revolutionens utbrott bodde han fem år i Spanien där han kom i kontakt med verk av spanska målare som Diego Velázquez och Francisco Goya. Dessa kom att få ett bestående inflytande på hans konst.
År 1853 for han till Marocko där han bodde under en tioårsperiod och producerade många av sina mest kända verk. Han var den förste utländske konstnären som levde i Marocko under en längre period.
Dehodencq gifte sig med Amelia Calderon 1857 i Cádiz i Spanien och de fick tre barn. Deras son, målaren Edmond Dehodencq, föddes i Cádiz 1860 och dog 1887 i Paris. Dehodencq och hans hustru återvände till Paris 1863. Han förlänades med Hederslegionen 1870. År 1882 begick han självmord efter en lång tids sjukdom. Han är begravd på Montmartrekyrkogården.
En av hans mest berömda målningar, Execution d'une juive au Maroc ('En marockansk judinnas exekution') från 1860, är inspirerad av det öde som drabbade Sol Hachuel. Både målningen och hans ateljé förstördes av en mobb.

## Verk
- Course de taureaux à Madrid, 1850, musée des beaux-arts de Pau[4]
- La justice du Pacha, 1866, musée Salies, Bagnères-de-Bigorre
- Mariée juive au Maroc, 1867, musée Saint-Denis, Reims
- Les Adieux de Boabdil à Grenade, 1869, musée d'Orsay, Paris
- Fête juive à Tanger, 1870, musée Sainte-Croix, Poitiers[5]
- Le Prince Piscicelli, 1850, musée des beaux-arts de Bordeaux
- Una cofradía pasando por la calle Génova, Sevilla, musée Thyssen-Bornemisza, Madrid
- La descente des ouvriers, Musée des Beaux-Arts de Lyon
- Bohémiens en marche, musée d'Orsay, Paris
- Mariée juive, palais des beaux-arts de Lille
- Danse des Noirs à Tanger 1874, musée d'Orsay, Paris
- Jésus ressuscite la fille de Jaïre, musée Magnin, Dijon[6]
- Un baile de gitanos en los jardines del Alcázar, delante del pabellón de Carlos V 1851, musée Thyssen-Bornemisza, Madrid
- Scène à Paris Café, National Gallery, Washington
- Petite bohémienne, Baltimore Museum of Art, Baltimore

## Galleri

Verk av Alfred Dehodencq
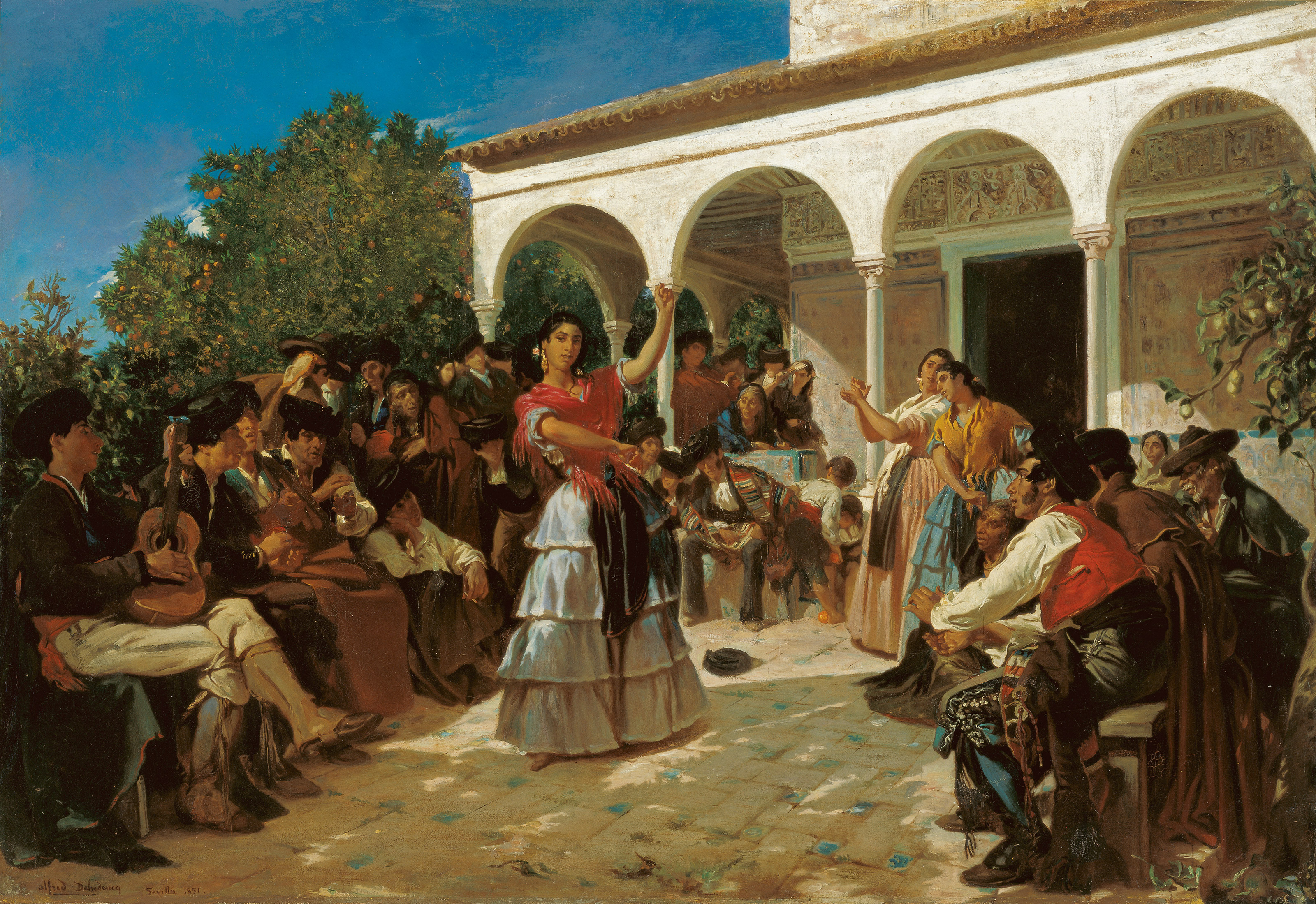
Une Dance bohémienne dans les jardins de l'Alcázar, devant le pavillon Charles V (1851), Museo Carmen Thyssen Málaga.
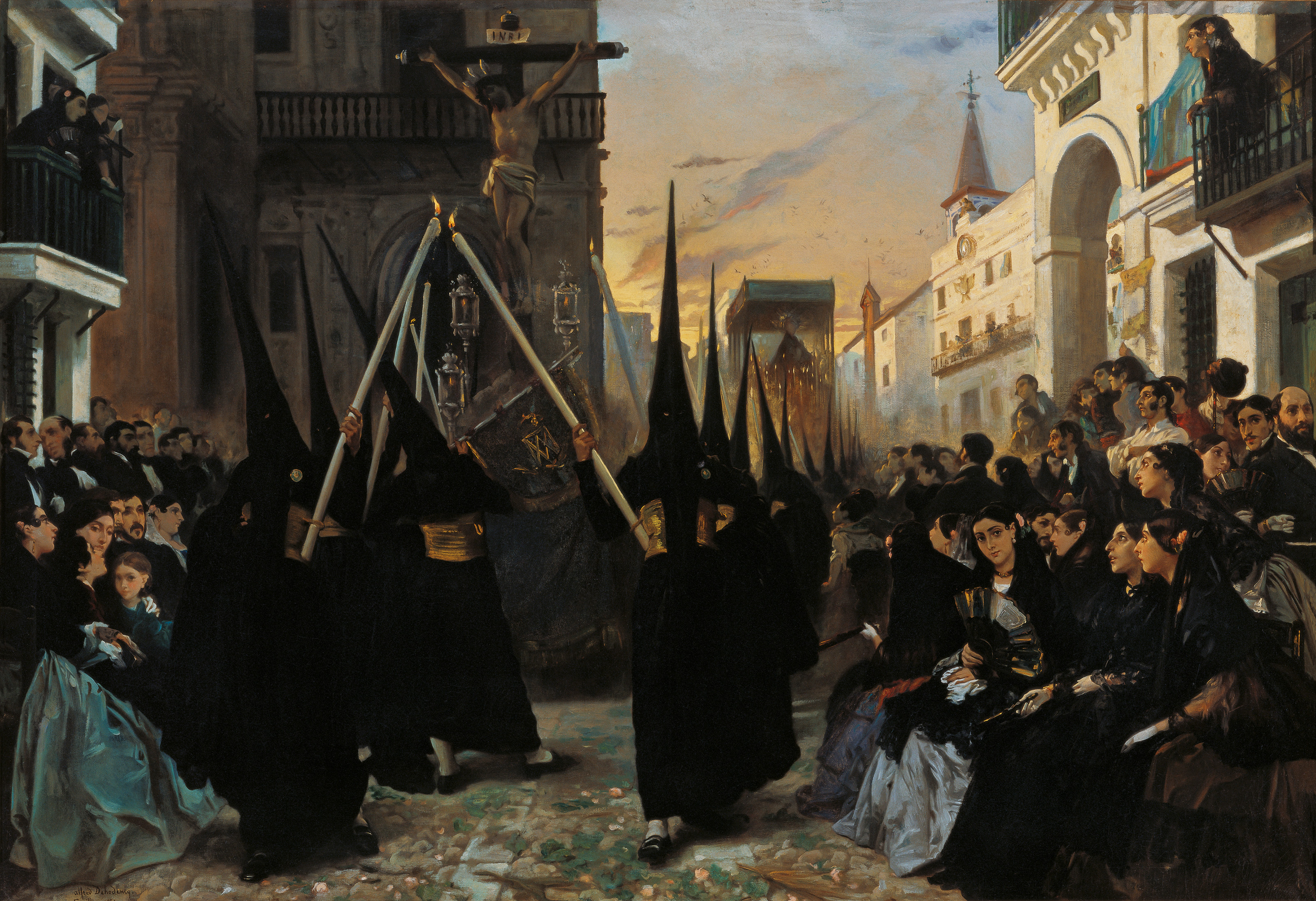
Procession d'une confraternité Calle Génova, Sèville (1851), Museo Carmen Thyssen Málaga.
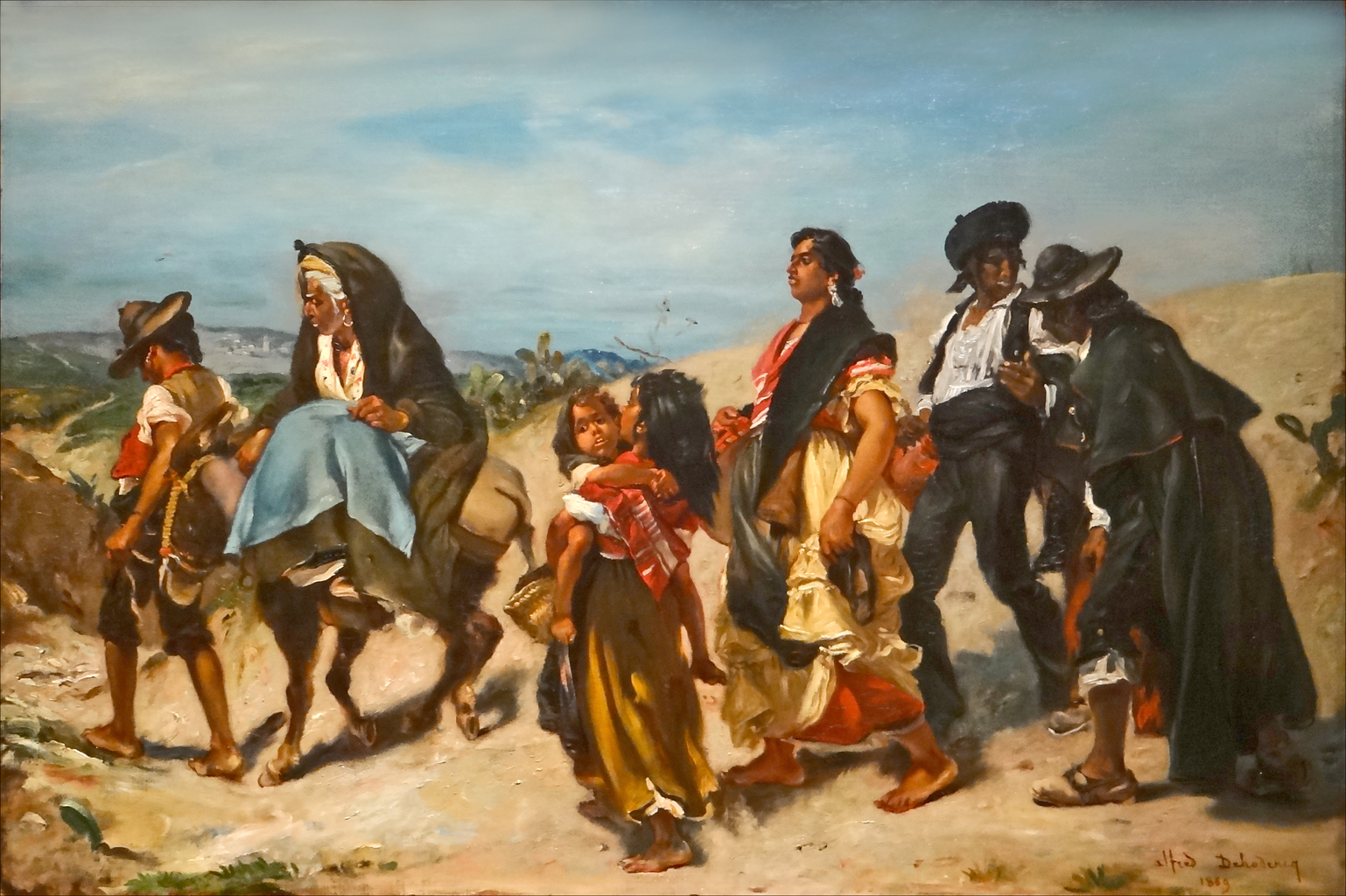
Bohémiens en marche (1860), musée d'Orsay, Paris.